# Astacoides betsileoensis
Astacoides betsileoensis is een kreeftensoort uit de familie van de Parastacidae. De wetenschappelijke naam van de soort is voor het eerst geldig gepubliceerd in 1923 door Petit. De soort is endemisch in de oostelijke hooglanden van Madagaskar.